# Flagroseius euflagellatus
Flagroseius euflagellatus är en spindeldjursart som först beskrevs av Wolfgang Karg 1983.  Flagroseius euflagellatus ingår i släktet Flagroseius och familjen Phytoseiidae. Inga underarter finns listade i Catalogue of Life.